# Nagy púposszövő
A nagy púposszövő (Cerura vinula) a púposszövőfélék családjába tartozó, Eurázsiában honos éjjeli lepkefaj. 

## Megjelenése
A nagy púposszövő szárnyfesztávolsága 6-8 cm. Feje és gyapjas tora szürke, a toron fekete pontokkal. Világosszürke potrohán két hosszanti szürke háti sáv húzódik, a szelvényeket viszonylag keskeny, sötétszürke keresztgyűrűk jelzik. Az elülső szárny alapszíne sötétebb vagy világosabb árnyalatú szürke, amelyet sötétszürke foltok, valamint a szárnytőnél széles és alig ívelt, középen és a szegélynél keskeny és hatalmas íveket leíró vonalak díszítenek. Középen sötétszürke, keskeny félhold alakú folt látható; a szárny peremén sötétszürke nyílfoltok sorakoznak. A nagyobb erek sárgák, a vékonyabbak feketék. A hátulsó szárny szürke, az elülső és a belső szegélynél, valamint a szárnytőnél világosabb, néha egészen fehéres. Peremén szürke foltok ülnek. A szárnyak fonákja az alapszínnek megfelelő szürke, rajta elmosódott rajzolattal. A szárnyak rojtja fehéren-szürkén csíkozott. A nőstények többnyire sötétebb színűek, a hátsó szárnyuk mindig szürke, legtöbbször sötétszürke (sötétebb a hímekénél).
Alapszíne kissé változékony.
Petéi lapított félgömb alakúak, fényesek, csokoládébarna színűek.   
Hernyója eleinte vörösesfekete, kifejletten zöld. A harmadik torszelvényén feltűnően, hegyesen kipúposodik. Hátoldalát fehérrel szegélyezett barna sáv díszíti, amely az utótornál elkeskenyedik, de 7-8. szelvénynél újra kiszélesedik és a test végégig fut. A 7. szelvénynél fehér keretű barna folt lehet, testközépi fehér keresztvonala nincs. Hosszú farokvillája sötét foltos, vége vörös. Veszély esetén hangyasavat spriccel támadójára. Bábja vörösbarna. 

### Hasonló fajok
A hermelin-púposszövő hasonlít hozzá, amely kisebb, világosabb, és potrohán széles, fekete gyűrűk találhatók.

## Elterjedése
Eurázsiában honos a Brit-szigetektől (Spanyolországban a C. iberica váltja) egészen Kínáig. Magyarországon mindenütt előfordulhat, de nem gyakori. 

## Életmódja
Ártéri erdők, ligeterdők, erdőszélek, tisztások, nedves talajú völgyek, lápok lakója, ahol hernyója tápnövényeit megtalálja.  
Általában évente egy nemzedéke nő fel, imágóit április-júniusban lehet látni. Melegebb években vagy délen kifejlődhet egy július-augusztusi részleges második generációja is.  A nőstény a tápnövény levelére (ritkábban vékony gallyaira) kettesével-négyesével rakja le petéit. A petékből hőmérséklettől függően 9-14 nap múlva kelnek ki a hernyók, amelyek különféle nyár- és fűzfajok (rezgő nyár, fekete nyár, csigolyafűz, stb.) leveleivel táplálkoznak. Főleg a fiatal, akár alig két méteres fákat, nagyobb bokrokat keresi, a kifejlett fákon ritkábban fordul elő. A megzavart hernyó farokvillája lengetésével, fejének vörös keretével próbálja elriasztani támadóját, de szükség esetén a feje alatti mirigyből hangyasavat is képes spriccelni. Kifejlődve a fa törzsén vagy tövén kemény bábgubót készít, ebbe gyakran kéregdarabkákat is sző. Bábként telel át.   

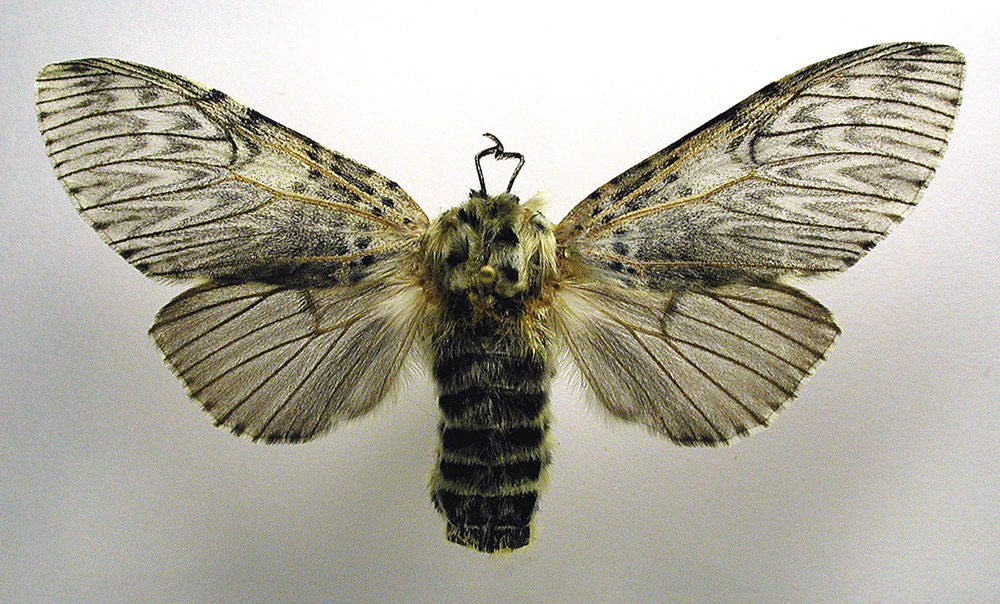
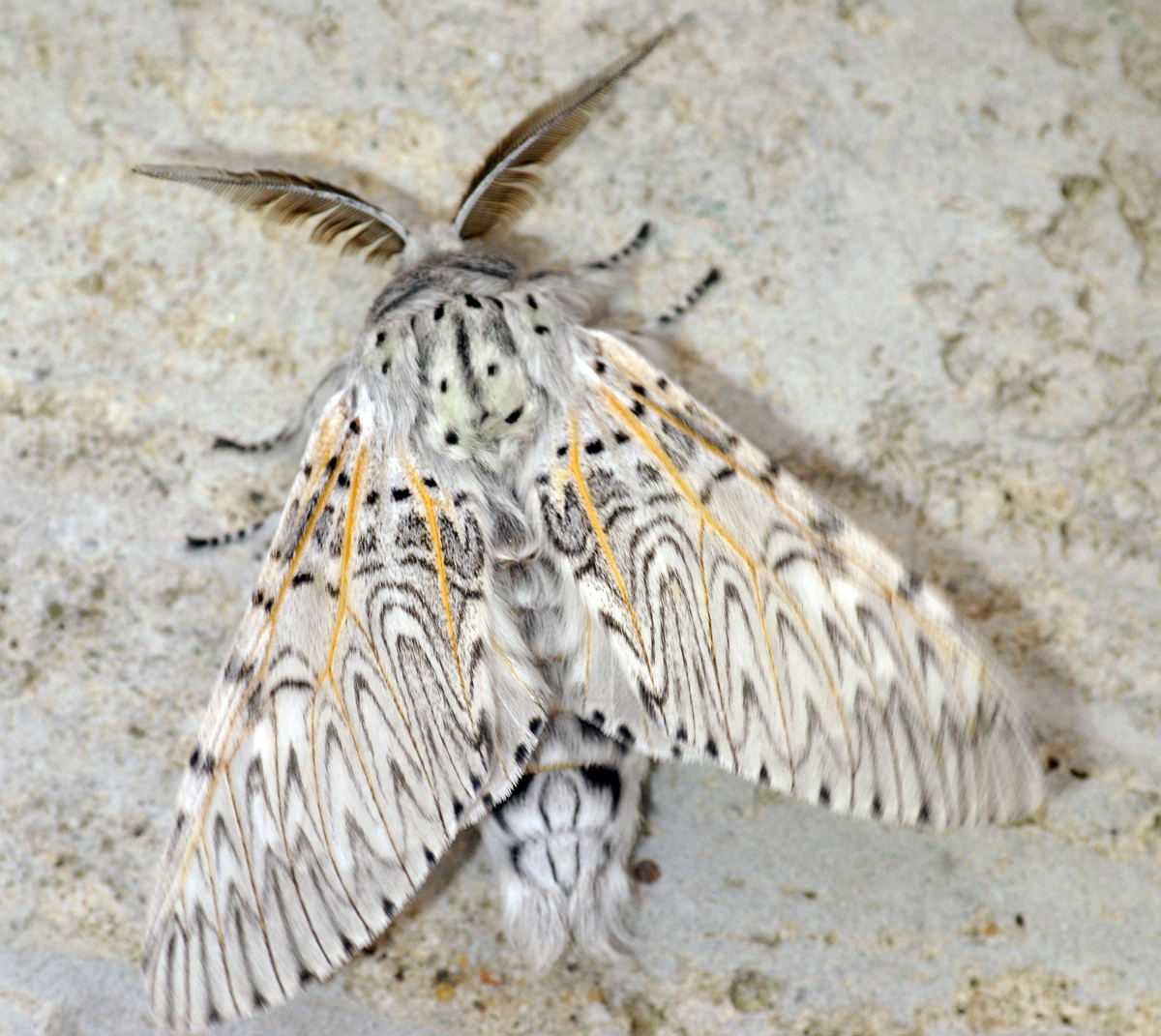
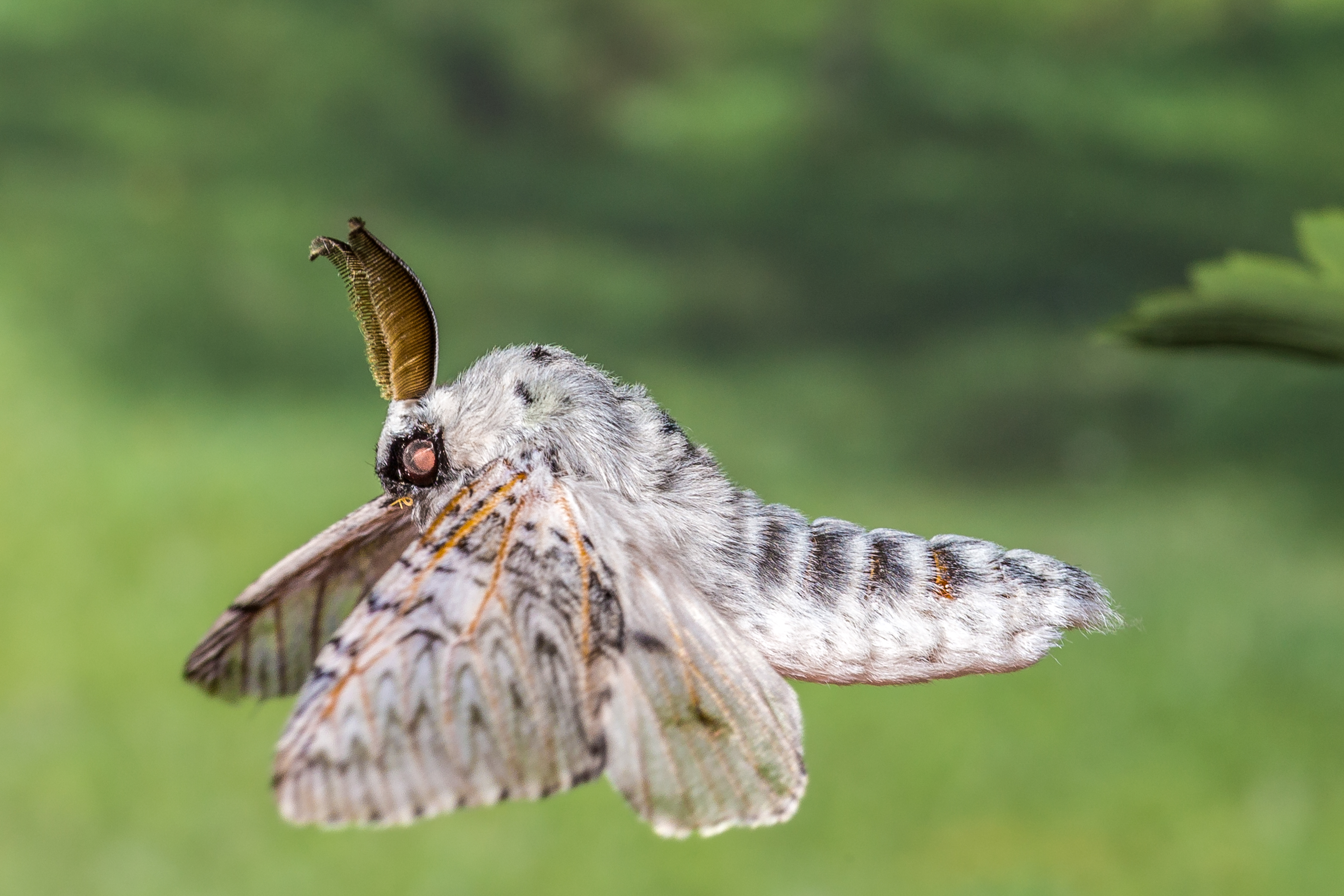
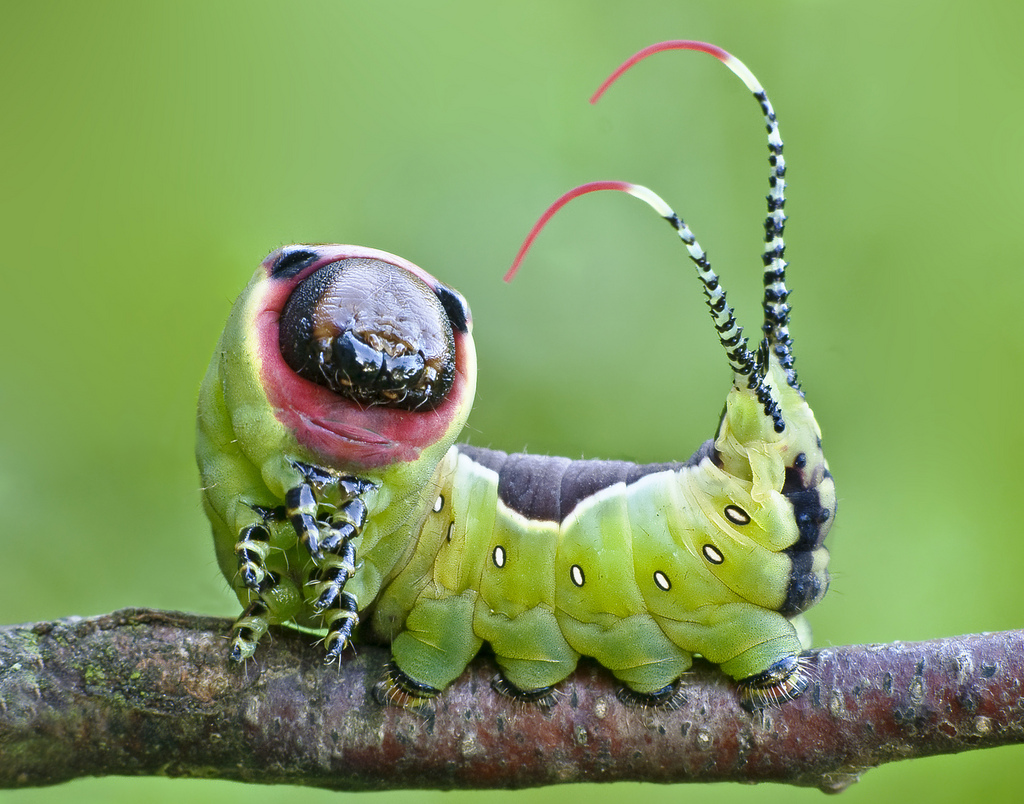
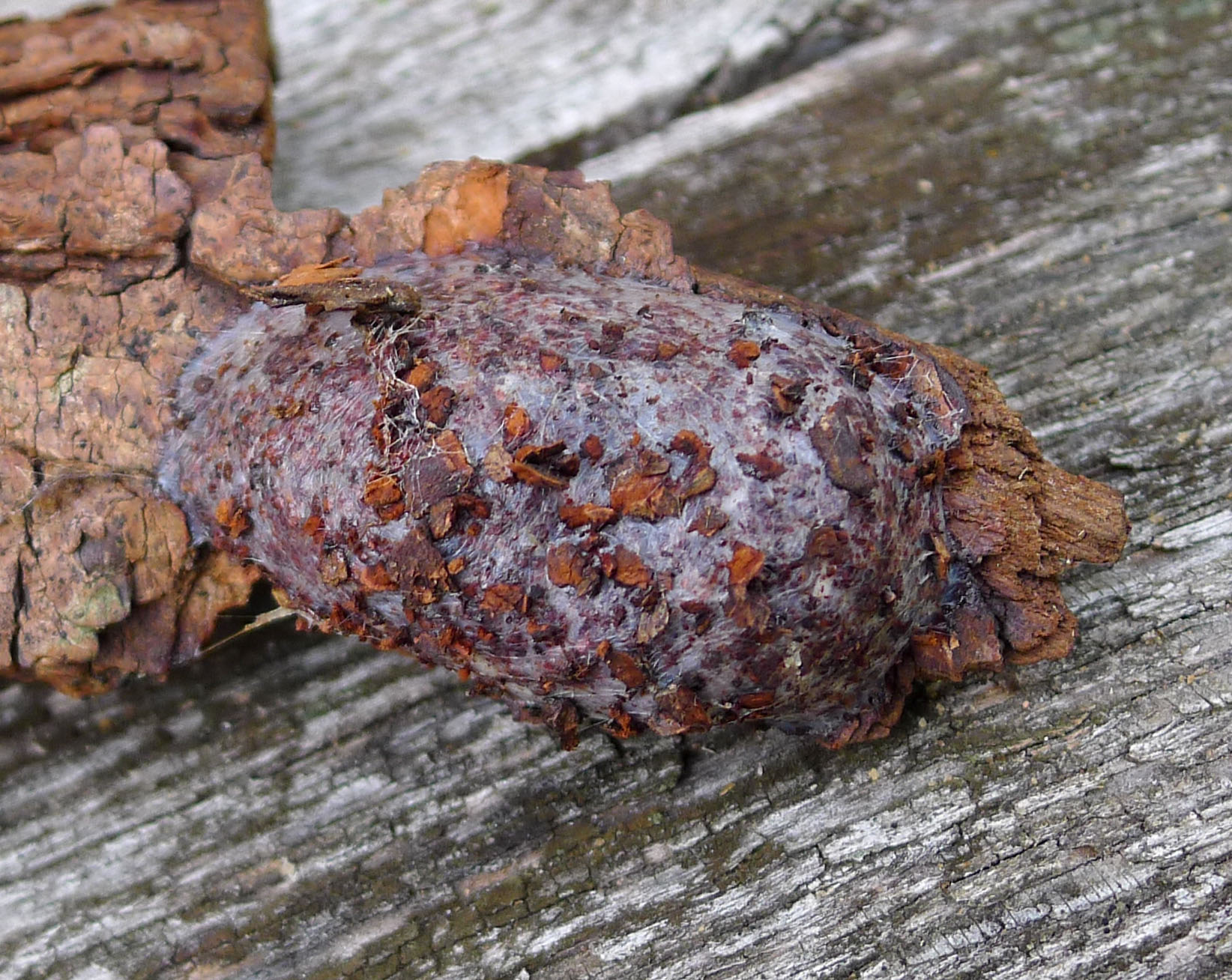

Magyarországon nem védett.